# Lannemezan
Lannemezan település Franciaországban, Hautes-Pyrénées megyében. Lakosainak száma 5810 fő (2022. január 1.). Lannemezan Avezac-Prat-Lahitte, La Barthe-de-Neste, Campistrous, Capvern, Clarens, Escala, Pinas, Uglas, Cantaous és Galez községekkel határos.

## Népesség
A település népességének változása:
| Lakosok száma | 5940 | 5893 | 6062 | 5837 | 5812 | 5816 | 5803 | 5810 | 5810 |
|               | 2013 | 2015 | 2016 | 2017 | 2018 | 2019 | 2020 | 2021 | 2022 |